# 白薩
白薩（羅馬化：Bayasgalan Delgerchuluun，1997年10月30日—）為蒙古國男子籃球運動員，場上位置為控球後衛，現效力於P. LEAGUE+台鋼獵鷹。

## 早年
白薩為蒙古國乌兰巴托人，最初接觸的運動項目是足球，小時候曾代表足球俱樂部參賽，曾在U13足球比賽中奪下銅牌，而六年級時加入學校的籃球校隊。在蒙古當地就讀第52學校、蒙古国立大学，2016年與蒙古籃球協會簽署海外籃球栽培協議，到臺灣中州科技大學當建教合作交換生，就讀行銷與流通管理系。2020年12月，白薩因在比賽中右小腿腓骨骨裂而休養了接近兩個月。110學年度（2021年－2022年）白薩與同樣蒙古國國籍的沙鹿和蘇格爾隨著教練許智超從中州科技大學轉戰宏國德霖科技大學，就讀企業管理系。2022年5月，宏國德霖科技大學收下UBA大專籃球聯賽公開男二級冠軍，111學年度升上公開男一級。

## 職業生涯
2022年9月以測試球員身份代表T1聯盟臺中太陽參加跨聯盟籃球邀請賽。10月18日，T1聯盟公告常務理事會於10月17日決議白薩以特案外籍生身分參與T1聯盟賽事。10月31日，白薩在生日隔天以自由球員身分與臺中太陽簽署正式合約加盟。2023年10月16日，臺中太陽宣布解散。10月18日，白薩加盟T1聯盟臺南台鋼獵鷹，身份仍為特案外籍生。2024年8月28日，台鋼獵鷹宣布與白薩完成換約 。

## 個人生活
白薩有兩個妹妹，父親的職業是設計師。

## 外部連結
- 白薩的Instagram帳戶
- 白薩的Facebook專頁
- 白薩在fiba.basketball（英语）
- 白薩在fiba3x3.com（英语）
- 白薩在P. LEAGUE+官網
- 白薩在Eurobasket.com（球員）（英语）
- 白薩在Flashscore（英语）